# رنگ خارج از فضا
رنگ خارج از فضا (به انگلیسی: Color Out of Space) یک فیلم سینمایی آمریکایی در ژانر ترسناک محصول سال ۲۰۱۹ به کارگردانی ریچارد استنلی که براساس داستان کوتاه " رنگ خارج از فضا " ساخته اچ پی لاوکرفت می‌باشد. این نخستین فیلم بلند استنلی است که از زمان اکران فیلم جزیره دکتر مورو (۱۹۹۶) کارگردانی شده‌است.

## بازیگران
- نیکلاس کیج به عنوان ناتان گاردنر ، کشاورز زحمت کشی که در جستجوی پدر چهارم خود هست
- جولی ریچاردسون در نقش ترزا گاردنر
- جینجر لین در نقش خلبان هواپیمای مردانه
- مادلین آرتور در نقش لاوینیا گاردنر
- قوریانکا کیلچر به عنوان شهردار توما
- برندان مایر به عنوان بنی گاردنر
- تامی چونگ به عنوان عزرا
- الیوت نایت به عنوان بخش فیلیپس

## تولید

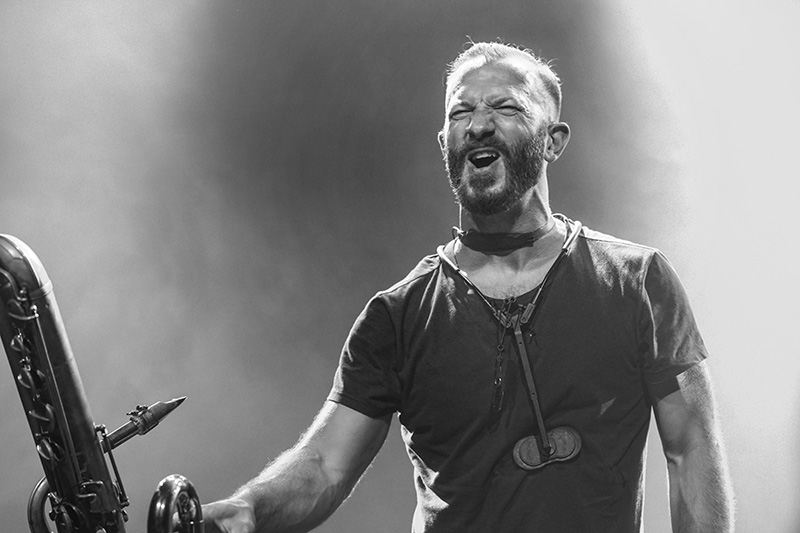
کالین استتسون (اهنگساز) در فستیوال دانمارک ۲۰۱۷.

پس از حدود پنجاه سال تاخیر به دلیل نبود فن آوری های لازم در ساخت جلوه های ویژه این فیلم، بالاخره در دسامبر سال ۲۰۱۸ اعلام شد که نیکلاس کیج برای بازی در نقش اصلی این فیلم، یک توافق برد برد امضا کرده‌است و فیلمبرداری از اوایل سال ۲۰۱۹ آغاز شد. فیلمبرداری در کشورهای پرتغال، عربستان، شیلی، مالدیو در فوریه ۲۰۱۹ انجام شد.